# Конклав 1676 года
Конклав 1676 года был созван после смерти Папы Климента X и продолжался со 2 августа по 21 сентября 1676 года. Он завершился избранием кардинала Бенедетто Одескальки Папой Иннокентием XI. 

## Конклав
После смерти Папы Климента X 22 июля 1676 года в Риме собралась Коллегия кардиналов для избрания его преемника. Коллегия состояла из 67 членов: 44 из них приняли участие в открытии конклава, а когда из-за границы прибыли другие, их число возросло до 63. Семь из этих кардиналов были назначены Урбаном VIII, двенадцать — Иннокентием X, восемь — Александром VII и девятнадцать — Климентом IX и Климентом X. Среди отсутствовавших кардиналов были Фридрих Гессен-Дармштадтский и Паскуаль де Арагон.
Список возможных кандидатов на папский престол уже был в обращении. Только кардинал Бенедетто Одескальки имел соответствующий статус «папабиля» во время конклава. Одескальки стал вероятным кандидатом на папский престол после смерти папы Климента IX 9 декабря 1669 года, однако французское правительство наложило вето на его кандидатуру. После смерти Климента X король Франции Людовик XIV вновь намеревался использовать своё королевское влияние против избрания Одескальки, которого он считал симпатизирующим Испании. Однако, видя, что его популярность среди кардиналов и римлян возросла, он неохотно дал указание кардиналам французской партии одобрить его кандидатуру.
На первом голосовании, состоявшемся 3 августа 1676 года, Одескальки получил 14 голосов. В выборах остались участвовать 13 кандидатов, 25 воздержались. Число кандидатов сократилось, но на голосовании 20 сентября Одескальки получил всего 8 голосов. 19 голосов распределились между кардиналами Барберини, Роспильози и Альберицци, 30 кардиналов воздержались.

## Избрание Папы Иннокентия XI
Наконец, 21 сентября Одескальки был окружён в капелле конклава и провозглашён Папой путем единодушного одобрения (аккламацией), а не формального голосования, причём каждый кардинал целовал ему руку. После избрания Папой Иннокентий XI заставил коллегию присягнуть конклавным капитуляциям, подготовленным предыдущим конклавом до принятия его избрания, пытаясь избежать каких-либо ограничений папского верховенства. 4 октября 1676 года Иннокентий XI был официально возведён на папский престол. Кардиналы Вирджинио Орсини и Карло Бонелли скончались во время конклава.